# Chup Friemert

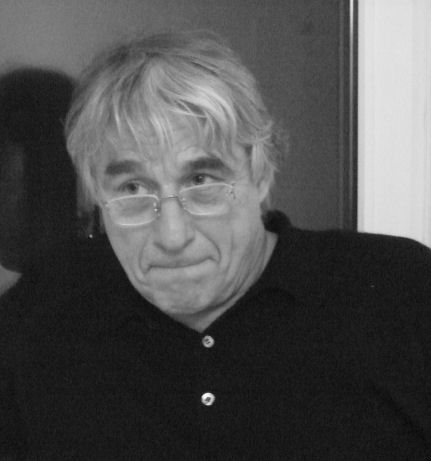
Chup Friemert

Chup Friemert (* 27. Mai 1947 in Westhausen) ist ein deutscher Designer und Designtheoretiker.

## Studium
Chup Friemert studierte Produktgestaltung an der Staatlichen Akademie der Bildenden Künste Stuttgart, Experimentelle Umweltgestaltung in Braunschweig, sowie Publizistik, Philosophie und Volkswirtschaft an der Freien Universität Berlin. Die Studien beendete er 1977 mit einem Diplom an der Staatlichen Hochschule für Bildende Künste Braunschweig (Humanisierung der Arbeit und Gewerkschaften, mit Dieter Seitz) und einer Promotion an der Universität Bremen.

## Lehre
Ab 1971 hatte Chup Friemert Lehraufträge an verschiedenen Hochschulen zu Warenästhetik, Designgeschichte und Designtheorie inne, 1984 wurde er Professor an der Hochschule für Bildende Künste Hamburg, Lehrgebiet Designgeschichte und Designtheorie. Als Gastprofessor lehrte er am Instituto Superior de Diseño Industrial in Havanna (1987, 1988 und 1990), an der National Chinese Academy of Fine Arts, Hangzhou, China (1992, 1993, 1995, 1998 und 2003), sowie an der Staatlichen Hochschule für Gestaltung Karlsruhe (1994), wo er seitdem assoziierter Professor ist.

## Praktische Projekte

### Produkte
- 1986: Leuchte aus Knochenporzellan. Mit Otto Sudrow[1]
- 1987: Selbstdichtender Wasserhahn aus Edelstahl und Polyamid, einsetzbar als Wandhahn, Standhahn, fester Duschhahn oder als Duschkopf für einen Schlauch, ohne Werkzeugeinsatz zu reparieren
- 1992: Hocker Hokus mit geneigter Sitzfläche für gerade Rückenhaltung, mit Oliver Renelt[2]

### Räume und Orte
- 1986 Entwurf eines Denkmals der Arbeiterbewegung und des antifaschistischen Widerstandes für den Ernst-Thälmann-Platz in Hamburg. Mit Fritz Cremer, Alfred Hrdlicka, Jo Jastram und Walter Rempp
- 1997: Neugestaltung von Apsis und Altar in St. Ansgarii (Bremen)
- 2000: Entwurf eines Gemüsegartens für die Raketenstation Hombroich, mit Katsuhito Nishikawa
- 2010: Taufbecken für St. Ansgarii (Bremen)

## Theorie

### Publizistische Tätigkeiten
Von 1986 bis 1996 war Chup Friemert ständiger Redakteur der Zeitschrift Dialektik (u. a. Konzeption und Redaktion der Ausgabe Zur Ästhetik des Territoriums, 2/1994), von 1989 bis 2010 Mitherausgeber und ständiger Redakteur der Zeitschrift form und zweck, außerdem Mitherausgeber der Europäischen Enzyklopädie zu Philosophie und Wissenschaften (Hamburg 1990). Für die Zeitschrift tendenzen übernahm er Konzeption und Redaktion der Hefte zu den Themen Design und Mitbestimmung (95/1974), Kritik des Postmodernismus (134/1981), Cuba (162/1988).

### Bücher
- Produktionsästhetik im Faschismus. Das Amt „Schönheit der Arbeit“ von 1933 bis 1939. Mit einem Vorwort von Wolfgang Fritz Haug. Damnitz, München 1980.
- Die Gläserne Arche. Kristallpalast London 1851 und 1854. Prestel, München 1984.
- Margarete Schütte-Lihotzky. Erinnerungen aus dem Widerstand 1938–1945. Konkret Literatur Verlag, Hamburg 1985.
- Radiowelten. Zur Ästhetik der drahtlosen Telegrafie. Cantz, Stuttgart 1996.
- William Morris Zyklus. form + zweck, Berlin 1998.
- Weltausstellung 1889. Der Maschinenpalast. Textem, Hamburg 2009.
- Hegel. Philosophie der Kunst. Bearbeitete Mitschriften. Materialverlag, Hamburg 2012.
- Drei Vorlesungen zum Design (= Studienhefte Problemorientiertes Design. Bd. 5). Adocs, Hamburg 2012

### Aufsätze
- Grundlagen zur Funktionsbestimmung des Industrial Design. Fachbereich Industrial Design der Hochschule der Künste Berlin, Berlin 1974.
- Der „Deutsche Werkbund“ als Agentur der Warenästhetik in der Aufstiegsphase des deutschen Imperialismus. In: Warenästhetik. Diskussion, Weiterentwicklung und Vermittlung ihrer Kritik. Hg.: Wolfgang Fritz Haug. Suhrkamp, Frankfurt/Main 1975.
- Was ist Design-Theorie? In: Kritik der Alltagskultur. Hg.: Bernd Meurer/Hartmut Vinçon. Ästhetik und Kommunikation, Berlin 1979.
- Thesen über den Postmodernismus. In: tendenzen 134, München 1981.
- Sinnprothesen oder Design. In: Düsseldorfer Debatte 4, Düsseldorf 1984.
- Industrielle Massenproduktion und Kultur. In: Wissenschaftliche Zeitschrift der Hochschule für Architektur und Bauwesen Weimar 4/5/6, Weimar 1987. Nochmals veröffentlicht in: form + zweck 2, Berlin 1987. Und in: tendenzen 156, München 1987.
- Zur Kritik des Industrialismus. Oder: Weiteres zur anmaßenden Bescheidenheit. In: Wissenschaftliche Zeitschrift der Hochschule für Architektur und Bauwesen Weimar 1/2/3, Weimar 1990. Und in: Neues Denken und marxistische Philosophie. Schriftenreihe der Marx-Engels-Stiftung 15, Wuppertal 1991.
- Mimesis und Konstruktion. In: Geschichtliche Welt und menschliches Wesen. Hg.: Lars Lambrecht/Eva-Maria Tschurenev, Daedalus Bd. 4, Frankfurt/Main 1994.
- Zu Gärten, Teppichen und Plänen. In: G–T–P. Hg.: Chup Friemert/Susanne Weiß. Material Verlag, Hamburg 2005.
- Zur Modernität des Handwerks. In: Protest, Opposition, Widerstand. Die Ambivalenz der Moderne Bd. 4. Hg.: Hanns-Werner Heister. Weidler, Berlin 2007.